# سیمون بارنت
سیمون بارنت (به انگلیسی: Simon Burnett) (زادهٔ ۱۴ آوریل ۱۹۸۳) شناگر اهل بریتانیا است.